# Stazione di Ferrania
Stazione di Ferrania vasútállomás Olaszországban, Cairo Montenotte település Ferrania frazionéjában.

## Vasútvonalak
Az állomást az alábbi vasútvonalak érintik:
- Torino-Fossano-Savona-vasútvonal

## Kapcsolódó állomások
A vasútállomáshoz az alábbi állomások vannak a legközelebb:
- Stazione di Bragno
- Sella railway station